# Le Polock
Le Polock est une série télévisée québécoise en six épisodes de 45 minutes scénarisée par Claire Wojas et diffusé du 21 février au 28 mars 1999 à la Télévision de Radio-Canada.

## Synopsis
Le Polock raconte la vie tumultueuse de Wojtek Gorski, un jeune paysan polonais qui quitte son pays natal en 1933 dans le but de devenir plus riche auprès des siens et d’offrir à sa famille une terre fertile. En débarquant an Canada, le jeune immigrant ne se doute pas que le destin lui réserve un parcours tout autre ici à Montréal, où il s’éprend d’une jeune femme et, du même coup, soulève l’hostilité farouche de sa belle-famille. La série de six épisodes dresse le troublant portrait de l’immigrant déchiré entre deux réalités : la famille qu’il a laissé derrière lui dans son pays et celle qu’il se bâtit dans son pays d’adoption et où on le considère toujours étranger.

## Fiche technique
- Scénariste : Claire Wojas
- Réalisation : Robert Ménard
- Société de production : Productions Vidéofilms Limitée
- Les scènes extérieurs ont été tournées à Ripon en Outaouais.

## Distribution
- Rafal Walentowicz : Wojteck Gòrski
- Élyse Marquis : Violaine Langlois
- Micheline Lanctôt : Aurore Langlois
- Jean Besré : Marcel Langlois
- Victor Soumis : Wojteck Gòrski, jeune
- Anna Kolerov : Zofia Gòrski
- Igor Ovadis : Wladyslaw Gòrski
- Perrette Souplex : Émilia
- Patrick Labbé : Gaston Langlois
- Caroline Dhavernas : Camille Langlois
- Réjean Lefrançois : contremaître
- Doru Bandol : Janusz
- Peter Batakliev : Roman
- Fidelle Boissonneault : Lydia
- Roger Léger : leader syndical
- Constance Lerca : Mme Sculska
- Ewa Niemczykiewicz : Yulia
- Louise Deslières : Thérèse
- Claude Gagnon : Louis-Georges
- Kliment Denchev : curé Kurowsky
- Pierre Gobeil : curé
- Jean-Nicolas Verreault : Michaud
- Monique Rioux : la Sœur Supérieur
- Annie Dufresne : Berthe
- Élizabeth Paré : Carolina Gòrski
- Laurence Hamelin : Adèle
- Gaston Caron : le contrôleur
- Beata Holubinska : la chanteuse
- Gabriel Marian Oseciuc : Stanislas
- Alexander Bisping : Kazik
- André Doucet : médecin

## Récompenses
- 1999 : Prix Gémeaux du meilleur texte : série dramatique : Claire Wojas
- 1999 : Prix Gémeaux de la meilleure réalisation : série dramatique : Robert Ménard
- 1999 : Prix Gémeaux du meilleur rôle de soutien masculin : dramatique : Jean Besré (épisode 3)
- 1999 : Prix Gémeaux du multiculturalisme